# Distretto di Sîngerei
Il distretto di Sîngerei è uno dei 32 distretti della Moldavia, il capoluogo è la città di Sîngerei.	
Tra il 1944 e il 1991, il distretto Singerei era chiamato Lazovsk.

## Società

### Evoluzione demografica
In base ai dati del censimento, la popolazione è così divisa dal punto di vista etnico:
| Etnia       | Abitanti | %     |
| ----------- | -------- | ----- |
| Moldavi     | 74.139   | 85,06 |
| Ucraini     | 8.456    | 9,70  |
| Russi       | 3.029    | 3,48  |
| Gagauzi     | 47       | 0,06  |
| Bulgari     | 43       | 0,05  |
| Rumeni      | 1.162    | 1,33  |
| Altre etnie | 277      | 0,32  |

## Geografia antropica

### Suddivisioni amministrative
Il distretto è composto da 2 città e 24 comuni.

#### Città
1. Sîngerei
2. Biruința

#### Comuni
1. Alexăndreni
2. Bălășești
3. Bilicenii Noi
4. Bilicenii Vechi
5. Bursuceni
6. Chișcăreni
7. Ciuciuieni
8. Copăceni
9. Coșcodeni
10. Cotiujenii Mici
11. Cubolta
12. Dobrogea Veche
13. Drăgănești
14. Dumbrăvița
15. Grigorăuca
16. Heciul Nou
17. Iezărenii Vechi
18. Izvoare
19. Pepeni
20. Prepelița
21. Rădoaia
22. Tăura Veche
23. Sîngereii Noi
24. Țambula